# Richard Leigh
Richard Leigh (16 de agosto de 1943-Londres, 21 de noviembre de 2007) fue un escritor británico; realizó sus estudios en la Tufts University de Boston y posgrado en la University de Chicago y en la Stony Brook New York State University.

## Libros

### escritos con Michael Baigent
- The Temple and the Lodge ISBN 0-552-13596-8
- The Dead Sea Scrolls Deception
- The Elixir and the Stone: The Tradition of Magic and Alchemy
- Secret Germany: Claus Von Stauffenberg and the Mystical Crusade Against Hitler
- The Inquisition

### escritos con Michael Baigent y Henry Lincoln
- The Holy Blood and the Holy Grail, 1982, UK ISBN 0-09-968241-9 en español: El enigma sagrado
- U.S. paperback: Holy Blood, Holy Grail, 1983, Dell. ISBN 0-440-13648-2
- The Messianic Legacy